# قذف الإناث
قذف الإناث (بالإنجليزية: Female ejaculation) يُشير إلى قذف كميات ملحوظة من السوائل عند الإناث من خلال القنوات المجاورة لمجرى البول عبر فتحة مجرى البول أو من جانبها أثناء أو قبل النشوة. المصدر الدقيق لهذا السائل وطبيعته لا يزال موضع جدل في صفوف الخبراء الطبيين ويرتبط بالشكوك حول وجود بقعة جي G spot.

## التقارير
أظهرت الاستبيانات، والدراسات الاستقصائية أن 35-50 ٪ من النساء أفادوا أنه حدث لديهن تدفق للسائل أثناء هزة الجماع في وقت ما في حياتهن. كما قالت دراسات أخرى أن النسبة ما بين 10-69 ٪، وذلك حسب التعريفات والأساليب المستخدمة. على سبيل المثال فإن كراتوشفيل (1994) قام باستطلاع شمل 200 امرأة، ووجد أن 6 ٪ أفادوا بحدوث قذف لديهن، وأن 13 ٪ منهن قالوا بأنهن جربن هذا إلى حد ما وقالت حوالي 60 ٪ منهن أنه حدث افراز للسوائل دون قذف فعلي. افادات النساء حول كمية السائل الذي يُقْذَف تختلف اختلافا كبيرا  وتتراوح بين كميات ضئيلة جدا أقل مما يمكن حسابه إلى كمية تصل ما بين 1-5 مل،  وبالرغم من ذلك أفاد بعضهن عن قذف كمية تصل إلى نصف لتر (473 مل).
الاقتراح القائل بأنه يمكن للمرأة أن تخرج سائل من أعضاءها التناسلية كجزء من الشهوة الجنسية وصف بأنه «واحد من أكثر المسائل المثيرة للجدل ومحل النقاش في علم الجنس الحديث». [محل شك] وقد نوقش القذف الأنثوي في الأدبيات التشريحية والطبية والبيولوجية على مر التاريخ المسجل. وقد تشككت الكاتبات النسويات في مدى الاهتمام المكرس لمسألة القذف الأنثوي بالمقارنة بالقذف لدى الذكور.

## في تاريخ العصور القديمة

### الكتابات الهندية
توجد إشارات لقذف الإناث موجودة في النصوص الجنسية الهندية، مثل الكاماسوترا (بكتل 1996)، ونصوص الأنانجا رانجا. التي ترجع للقرن السادس عشر. العديد من المعابد الهندية مثل خاجوراهو (مادهيا براديش)، وهيكل كونارك صن (أوريسا)، ومعابد فيجاياناجارا بولاية كارناتاكا بها صور محفورة تصور قذف الإناث.

### الكتابات الصينية
الكتيبات الجنسية الصينية، مثل كتيب الأساليب السرية للفتاة العادية والذي كتبه سو نو تشينج من (سلالة سوي 590-618 م)، يصف القذف ب«انبعاثات غزيرة من داخل قلب المرأة تبدأ تسيل» للخارج.

### الكتابات اليونانية والرومانية
تقبل الكتاب اليونانيون والرومانيون قذف الإناث على أنه ظاهرة طبيعية وممتعة، ولكن كان هناك جدل حول ما إذا كانت سوائل القذف تلك تسبب الحمل (تحتوي على بذور الخصوبة)، مثلها مثل السائل المنوي للذكور. إدعى الطبيب الهولندي دي جراف أن الطبيب والفيلسوف الروماني جالينوس ذكر أن الطبيب الإغريقي هيروفيلوس Herophilus وهو من أول المشرحين في التاريخ (335-280 قبل الميلاد) وصف عضو يشبه البروستاتا في القرن الرابع قبل الميلاد، على الرغم من أن هذا الإدعاء قابل للمناقشة. لم يعتقد أرسطو (384-322 قبل الميلاد) أن السائل الأنثوي مسؤول عن الحمل في حين أن ابقراط (460-370 قبل الميلاد)  وجالينوس (129-200 م) اعتقدوا بأنه مسؤول عن الحمل مثل السائل المنوي.
ويقول أرسطو في كتابه توليد الحيوانات، أن وظيفة هذا السائل هو المتعة وليس الإنجاب:
أما أبو قراط فقال «إذا اختلط قذف الرجل بشكل مباشر مع قذف المرأة، فانها سوف تحمل»، في حين أن جالينوس ميز بين سوائل الإنجاب وسوائل المتعة لدى الإناث، وعزا هذه الأخيرة إلى ما وصفه بالبروستاتا.
وفي نهاية المطاف فإن نظرية السائل المنوي الثنائي هذه هي التي سادت باللغة العربية، ومن ثم دراسة الطب في الغرب.

## في الإسلام
جاء في شريعة الإسلام عن النبي محمد أن المرأة تقذف كما يقذف الرجل، وهذا التأكيد كان جواباً عن سؤال للصحابية أم سليم، عن المرأة ترى في منامها ما يرى الرجل؟ فأشار إلى أن المرأة كالرجل في الاحتلام في المنام وخروج المني، فأبدت الصحابية أم سليم استغرابها عن ذلك، وأضافت سؤالاً لمزيد من الاستيضاح، فقالت: أيكون هذا؟ فقال محمد: نعم، ماء الرجل غليظ أبيض، وماء المرأة رقيق أصفر، فأيهما سبق أو علا أشبهه الولد
وبالتالي فقد وصف النبي محمد أن مني المرأة بأنه أصفر رقيق، وربما كان مشابهاً للبول أحياناً.

## الأدبيات الغربية

### من القرن 16 إلى القرن 18
في القرن 16، أشار الطبيب الإنجليزي Laevinius Lemnius، إلى كيفية أنه يمكن لامرأة «تسحب بذور الرجل اليها وتلقي بذرتها معها». في القرن 17، وصف Mauriceau الغدد الموجودة في مجرى البول في التجويف البولي للمرأة والتي «تتدفق منها كميات كبيرة من السوائل خلال الجماع، مما يزيد من درجة حرارة ومتعة المرأة». وشهد هذا القرن على زيادة فهم التشريح الجنسي للمرأة ووظائفه،  ولا سيما أعمال أسرة بارثولين في الدنمارك.

## في علم الطب القديم

### دي جراف
كتب طبيب التشريح الهولندي رينيه دي جراف، مقال مؤثر عن الجهاز التناسلي بعنوان فيما يتعلق بالأعضاء الإنجابية للمرأة والذي يذكر كثيرا في الكتابات حول هذا الموضوع. ناقش دي غراف الخلاف الأصلي ولكنه أيد رأي أرسطو. وحدد مصدر السائل على أنه الغدد والقنوات المحيطة بمجرى البول.
وشرح ([في الباب الثالث عشر: 212])، الخلافات المتنوعة حول القذف ومصدره، لكنه ذكر انه يعتقد ان مصدر هذا السائل «الذي يندفع خارجا بقوة خلال الممارسة الجنسية أو التخيلات الشبقية» هو عدة من المصادر، بما في ذلك المهبل، والمسالك البولية، وعنق الرحم والرحم. ويبدو أنه قام بتحديد قنوات سكين Skene، وكتب [في الباب الثالث عشر: 213] «أن تلك ال[قنوات] والتي تكون مرئية حول فتحة عنق المهبل ومنفذ مرور البول تتلقي السوائل الخاصة بهم من منظقة parastatae لدى الإناث' '، أو الجسم الغشائي الكثيف حول مجرى البول». ولكنه لم يميز بين السائل الذي يبلل فرج المرأة أثناء الاستثارة وبين القذف نتيجة للنشوة عندما أشار إلى السائل «الذي يندفع من النساء الشبقات في كثير من الأحيان عند مجرد رؤية رجل وسيم». وعلاوة على ذلك فإننه يشير في الباب [الثالث عشر: 214] إلى «السائل الذي يتدفق في دفعة واحدة من سوأة المرأة» على حد تعبيره. ومع ذلك، كان هدفه الرئيسي هو التمييز بين سائل الإنجاب وسائل المتعة، في موقفه من الجدل الذي أثاره أرسطو.

### القرن الـ 19
في دراسة كرافت ايبنج Krafft-Ebing عن الانحرافات الجنسية (Psychopathia Sexualis (1886)، قام بوصف قذف الإناث تحت عنوان «الانقلاب الجنسي الخلقي عند المرأة» على أنه نوع من الانحرافات التي تتعلق بالإنهاك العصبي neurasthenia والمثلية الجنسية.
ووصفه أيضا فرويد على أنه عرض مرضي في دراسته لحالة دورا (1905)، حيث ربطها بالهستيريا.
ولكن، كتابات المرأة في ذلك الوقت وصفت القذف على نحو أكثر إيجابية. وهكذا نجد في كتابات الميدا سبيريAlmeda Sperry إلى إيما جولدمان في عام 1918، أنها تصف القذف ب«الاندفاع الإيقاعي لعصائر الحب». أيضا تقدمت المعارف التشريحية بفضل وصف الكسندر سكين للغدد الموجودة بمجرى البول، أو المحيطة بها (غدد حول مجرى البول) في عام 1880، والتي قال أنها أحد مصادر سوائل القذف، والآن يشار إليها باسم Skene's glands غدد سكين.

### القرن الـ 20

#### فهم أوائل القرن 20
يذكر القذف الإناث على أنه شيء طبيعي في كتيبات الزواج الصادرة في أوائل القرن 20 مثل كتابات الطبيب الهولندي فان دي فيلدي' Ideal Marriage: Its Physiology and Technique (1926). وبالتأكيد فان دي فيلدي أدرك جيدا مدى الخبرات المتنوعة للمرأة.
ومع ذلك، تم تجاهل الموضوع إلى حد كبير بالنسبة لمعظم الجزء الأول من هذا القرن. في عام 1948، نشر هوفمان، وهو طبيب أمراض نسائية أمريكي، دراسته عن الأنسجة البروستاتية لدى النساء جنبا إلى جنب مع سرد تاريخي ورسومات تفصيلية. وبينت تلك الرسومات بوضوح الفرق بين الغدد الأصلية التي حددها «سكين» في التجويف البولي، والمجموعات القريبة من الأنسجة الغددية التي تصب مباشرة في مجرى البول.
حتى الآن يتركز معظم الاهتمام على محتوى وتركيب هذه الغدد وليس على وظائفها. وظهر بعد فترة وجيزة وصف أكثر معاصرة وتحديدا للقذف الأنثوي، في عام 1950، عندما تم نشر مقال من قبل جرافنبرج Gräfenberg على أساس ملاحظاته للمرأة أثناء هزة الجماع.
ومع ذلك لم تترك هذه المقالة تأثيرا كبيرا، وتم رفضها في كتابات علم الجنس الرئيسية في ذلك الوقت، مثل كينسي (1953)  Kinsey
وأيضا رفض الاعتراف بالقذف الأنثوي من قبل ماسترز وجونسون (1966)،  وساووا بين هذا «المعتقد الخاطئ» (القذف الأنثوي) مع سلس البول. وعلى الرغم أنه من الواضح أن كينزي كان على دراية بتلك الظاهرة، وعلق عليها في صفحة  612)؛
كما لاحظها أيضا ماسترز وجونسون بعدها بعشر سنوات، (ص 79-80):
ولكنهما رفضاها (ص 135) -- «قذف الإناث هو أحد المفاهيم الخاطئة على نطاق واسع»، وحتى بعدها بعشرين عاما في عام 1982، كررا قولهما بانه مفهوم خاطئ (ص 69-70) وأنه يحدث نتيجة «السلس البولي».

#### فهم أواخر القرن 20
هذا الموضوع لم يتلق اهتماما جديا مرة أخرى حتى قامت جوزفين لوندز سيفلي Sevely وجي دبليو بينيت بورقة استعراضية ظهرت في عام 1978. هذه الورقة، والتي تتبع تاريخ النقاشات الجدلية حول هذا الموضوع، بالإضافة إلى سلسلة من ثلاث ورقات صدرت في عام 1981 من قبل بيفرلي ويبل وزملاؤها في مجلة أبحاث الجنس،  أصبحوا النقطة المحورية في النقاش الحالي. أصبحت ويبل على علم بهذه الظاهرة عند دراسة سلس البول، والتي كثيرا ما يخلط بينهما. كما أشار كل من سيفلي وبينيت إلى أن هذه «ليست معرفة جديدة»، ولكنها إعادة اكتشاف الوعي الذي ضاع، والذي ينبغي أن يساهم في إعادة تشكيل نظرتنا إلى الحياة الجنسية للأنثى. ومع ذلك، فإن النظرية التي قدمها هؤلاء الكتاب رفضت على الفور من قبل مؤلفين آخرين كثيرة، مثل عالم الفسيولوجيا جوزيف بولن،  لعدم بناءها على الإجراءات العلمية الصارمة، والطبيبة النفسية هيلين سينجر كابلان (1983)؛ التي صرحت بأنه:
حتى بعض الكاتبات النسوية الراديكالية، مثل شيلا جيفريز (1985) رفضت وجود قذف الإناث، مدعية أنها من نسج الخيال من الذكور؛ 
وأسهم العمل المكثف لهيلين أوكونيل  من عام 1998 فصاعدا في توضيح العلاقة بين مختلف الهياكل التشريحية المشاركة في هذه الظاهرة. لاحظت أوكونيل، أن مجرى البول بالعجان جزءا لا يتجزأ من جدار المهبل الأمامي وتحيط به أنسجة قابلة للانتصاب في كل الاتجاهات ما عدا الجهة الخلفية فيما تتصل بجدار المهبل. «الجزء الأبعد من المهبل، والبظر، ومجرى البول يشكلوا كيان متكامل يغطي بشكل سطحي عن طريق جلد الفرج وخلاياه الطلائية. هذه الأجزاء لها أوعية دموية وأعصاب مشتركة وتستجيب خلال التحفيز الجنسي بوصفها كيان واحد».

#### دراسات أنثروبولوجية
ظهر قذف الإناث في القرن 20 في الأعمال الأنثروبولوجية، مثل دراسة مالينوفسكي عن المجتمع الميلانيزي، التي تسمى الحياة الجنسية للبدائيين (1929)، ودراسة جالدوين وساراسون «تراك: رجل في الجنة» (1956). يذكر مالينوفسكي أنه في لغة أهل جزيرة تروبرياند Trobriand، الكلمة المستخدمة لوصف القذف في كل من الذكور والإناث هي واحدة.
في وصف العلاقات الجنسية في مجتمع ميكرونيزيا، ذكر كل من جالدوين وساراسون أن «عادة ما تظهر نشوة الانثى عن طريق التبول». وذكرت كاترين بلاكليدج Blackledge  (ص 205) عددا من الأمثلة المستمدة من الثقافات الأخرى، بما في ذلك مجتمعات من أوغندا، والهنود، ومنغايا، بونابيين. (انظر أيضا شوكر 2002 ص 531-2، برازاسكاس وآخرون، 1983 ص. 74-5)

## الجدل والنقاش والنقد النسوي
المناقشة في الأدبيات الحالية تركز على ثلاثة مواضيع: وجود قذف الإناث، ومصدره وتكوينه، وعلاقته بنظريات الحياة الجنسية للأنثى. وقد تأثر هذا النقاش بالثقافة الشعبية، والأفلام الإباحية، والدراسات الطبيعية والكيميائية والسلوكية. هناك بعض المقاومة من النسويات على ما ينظر إليه على أنه عدسة ذكورية في تفسير البيانات. وغالبا ما ترتبط المناقشة أيضا بوجود بقعة جي؛ 
استثارة جدار المهبل الأمامي يتضمن استثارة الأنسجة المحيطة بمجرى البول في نفس الوقت وهي تحتوي على غدد سكين، والمصدر المفترض لسوائل القذف، وبالتالي، فإنه قد ذكر أن استثارة هذه المنطقة يتسبب في القذف. هذه الأنسجة، المحيطة بالجانب الأبعد من مجرى البول، والواقعة أمام المهبل، لها أصول جينية مشتركة مع أنسجة البروستاتا في الرجال.
وتقول شانون بيل  أن النقاش يحدث فيه خلط بين ظاهرتين منفصلتين. في دراسة استقصائية واسعة النطاق، ساندت دارلينج وزملاؤها وجود القذف،  بينما رد عليهم ألزاتي في انتقاد حاد، وقال  أن التجربة المباشرة فشلت في تقديم أي دليل.
وعلقت شانون بيل على ألزاتي أنه يرفض ببساطة أن يحتسب تجارب المرأة الذاتية كدليل علمي دقيق، وهو تصرف تقليدي للمتخصصون في علم الجنس من الذكور حيث أنهم يقللوا من صلاحية التجربة التي تمر بها المرأة. يكمن نقد شانون بل في صلب الاهتمامات النسوية حول هذه المناقشة، وهي تمثل ميل الذكور إلى «تجاهل، إعادة تفسير، وإعادة كتابة وصف المرأة الذاتي». وتضيف أنه بالنسبة للبعض، المسألة هي مسألة اعتقاد أكثر منها مسألة فسيولوجية.
دخلت المناقشة الثقافة الشعبية في عام 1982 مع نشر الكتاب الأفضل مبيعا، بقعة جي والاكتشافات الحديثة الأخرى عن النشاط الجنسي البشري، والذي كتبه  لاداس، و ويبل، وبيري. وناقش الكتاب قذف الإناث، وجلبت هذه المسألة مرة أخرى في مناقشات الحياة الجنسية للمرأة سواء في المجتمع الطبي وبين عامة الناس. وكان ذلك بناء على ثلاث ورقات بحثية من قبل المؤلفين، صدرت في السنة السابقة، بناء على اقتراح من خان أليس لاداس.
وقالت ريبيكا شوكر أن هذا الكتاب قوبل إلى حد كبير بالاحتقار والشك وعدم التصديق. الفصل المتعلق 'قذف الانثى ' يستند إلى حد كبير على شهادة شخصية، ويوضح مسألة أخرى في المناقشة، وهو الحجم الذي يجب أن يأخذه الحكايات والعدد القليل من الملاحظات بدلا من أبحاث الطب الحيوي أو التجارب السريرية. والأهم من ذلك، عددا من النساء ذكرن أنه تم تشخيصهن بسلس البول. وقدم الكتاب نظرية نسوية أخرى وهي: بسبب الاستبعاد التاريخي للمتعة الجنسية للمرأة فإن متعة القذف تم تقليل أهميتها أو اعتمادها من قبل العاملين في مجال الصحة بوصفها ظاهرة فسيولوجية. وواصلت ويبل نشر اكتشافاتها، بما في ذلك فيديو من 9 دقائق تم تصويره في عام 1981 ويسمى عملية قذف السوائل أثناء نشوة الجماع من الإناث المستثارة جنسيا.
ووصفت مجلة أبحاث الجنس النقاش بانه 'ساخن' في عام 1984.
ثم تابعت جوزفين سيفلي Sevely دراستها التي نشرت في عام 1978 بدراسة أخرى من خلال نشر «اسرار حواء: نظرية جديدة من الحياة الجنسية للأنثى» في عام 1987، مؤكدا على أهمية مفهوم متكامل بدلا من النهج المجزأ لفهم الحياة الجنسية للأنثى، مع وصف البظر والمهبل ومجرى البول كعضو جنسي واحد. ولم يسبب ذلك في تحدى التجزئة التقليدية للحياة الجنسية للأنثى في الإحساس المهبلي مقابل البظري فقط، ولكنه أيضا تسبب في توصيف مجرى البول ككيان جنسي.
وتسائلت بل لماذا النسويات لم تكن أكثر جرأة في الدفاع عن تحكم المرأة في النقاش حول قذف الإناث، مشيرة إلى أن الأدبيات حصرت المناقشة في خمس طرق فقط وهي ؛ الإنجاب، والمتعة الجنسية، الانحراف، علم الأمراض، والغموض العلمي. ويتضح كذلك استمرار الجدل في تبادل غاضب للرسائل بين الكاتب والباحثين في الدورية الأمريكية لأمراض النساء والتوليد في عام 2002 بعد نشر «بقعة جي: أسطورة حديثة في طب النساء» من قبل هاينز تيرنس.
خلال عامي 2007،  و2008 
يظل وجود بروستاتا لدى الإناث والقذف لدى الإناث موضوع نقاش، ويستمر صدور مقالات وفصول كتب تحت عناوين مثل «واقع أم خيال».

## البحث
جزء كبير من المشكلة في التوصل إلى توافق في الآراء يتعلق بالفشل في تبني اتفاق عام على التعاريف الأساسية أو منهجية البحث. وقد استخدمت الأبحاث أفراد مختارين بعناية، ودراسات حالة، أو عدد قليل جدا من المبحوثين، مما يجعل من الصعب التعميم. على سبيل المثال، فإن الكثير من البحث في طبيعة سائل القذف يركز على تحديد ما إذا كان هذا السائل يحتوي على أو يتكون من البول. وهناك أيضا المشاكل المتعلقة بجمع العينات ومشاكل تلوث العينات. حيث أن المنطقة التي تهم البحث هي الغدد المجاورة لمجرى البول، فإنه من المستحيل فصل الإفرازات عن البول بشكل قاطع، ولا سيما بالنظر إلى أنه من الممكن حدوث القذف إلى الخلف في مجرى البول نحو المثانة. أفضل البيانات الحالية تأتي من الدراسات حيث تمتنع المرأة عن الجماع، وحيث يتم استخدام بولهم للمقارنة قبل وبعد هزة الجماع. وقد حاولت الأبحاث استخدام المواد الكيميائية التي تفرز في البول بحيث يمكن اكتشاف أي ملوثات في البول. وعلاوة على ذلك فإن المشاكل المنهجية تشمل حقيقة أن تكوين السائل يبدو أنه يختلف مع دورة الطمث،  وأن التكوين الكيميائي حيوي للأنسجة المجاورة لمجرى البول يختلف باختلاف العمر.
المشاكل الأخرى تتصل بحساسية وفعالية المواد المستخدمة للقياس. مواضع التساؤل الرئيسية هي مصدر السوائل، وتكوينها. وقد تم عرض بعض النتائج ذات الصلة في المؤتمرات لكنها لم تنشر في الدوريات التي تراجع من قبل الأقران، والعديد غيرها من الموارد التي يصعب الحصول عليها.

### العلاقة بسلس البول
نحو الجزء الأخير من القرن العشرين، كان هناك خلط كبير بين قذف الإناث وسلس البول. في عام 1982، وأوضح بولن Bohlen الحكمة المقبولة ؛ 
وأوضخت الدراسات العلمية في فترة الثمانينات وما تلاها أن هذه السوائل المفرزة تختلف عن البول، وعلى الرغم من ذلك فأنه يوجد أوجه للتشابه مع البول مثل درجة القلوية. وفشلت دراسة حديثة على النساء اللواتي يبلغن عن حدوث قذف في العثور على أي دليل على أي وجود مشاكل في المسالك البولية، مما يشير إلى تلك الحالتين (القذف وسلس البول أثناء الجماع) تختلفان تماما من الناحية الفسيولوجية، على الرغم من أن ربما لا يمكن تمييزها دائما وخاصة في عقل الفرد. [بحاجة لمصدر] في دراسة ديفيدسون على 1289 امرأة وجدت أن الإحساس بالقذف يشبه إلى حد بعيد الإحساس بالتبول. أفضل الأدلة تشير إلى أن معظم السائل الذي يفرز أثناء النشوة عند الإناث هو البول. استخدمت إحدى الدراسات قسطرة مجرى البول من أجل فصل البول عن عمليات القذف أثناء النشوة الجنسية من أي أماكن أخرى من الجسم. سبع من النساء اللاتي يدعون أنه يحدث لهم القذف أفرزن كميات كبيرة من البول عن طريق القسطرة أثناء النشوة، وقليل من السوائل الأخرى أو البول فقط. لم تظهر الدراسات التي تستخدم قسطرة المثانة أن الكميات الكبيرة من السوائل التي تفرز أثناء النشوة الجنسية تأتي من أي مصدر غير المثانة.
قد يكون من المهم للأطباء تسوية ما إذا كان هناك في الواقع أي حالات لسلس البول لدى النساء اللواتي يبلغن عن حدوث القذف لديهن، لتجنب التدخلات غير الضرورية.
ومن المهم أيضا للأطباء التمييز بين سوائل القذف أثناء لذة الجماع وبين الإفرازات المهبلية وذلك قد يتطلب المزيد من التحقيق والعلاج. في حالات فردية، المصدر الدقيق لأي من تلك الإفرازات قد لا يكون واضحا من دون إجراء مزيد من التحقيقات.

### طبيعة السائل
أصر المنتقدين أن القذف يتكون من بول نتيجة لسلس الإجهاد أو بسبب تزييت المهبل. وركز البحث في هذا المجال في بشكل حصري تقريبا على محاولات إثبات أن لا سائل القذف هو مختلف عن البول،  حيث يتم قياس مستويات بعض المواد مثل اليوريا، والكرياتينين، انزيم فوسفاتيز البروستاتا الحمضي (PAP)، والأجسام المضادة للبروستات المحددة،  (PSA) والغلوكوز والفركتوز.
وكان النتائج في البداية متناقضة مع بعضها، حيث لم يتمكن الباحثين من تأكيد نتائج دراسة أولية على امرأة واحدة من قبل Addiego وزملاؤها في عام 1981،  من خلال دراسة لاحقة على 11 امرأة في عام 1983،  ولكن تم توكيدها في دراسة على 7 نساء أخرى ات في عام 1984. وفي عام 1985 درست مجموعة مختلفة من الباحثين 27 امرأة، ووجدت البول فقط،  مما يدل على أن النتائج تعتمد بشكل حاسم على الأساليب المستخدمة في البحث.
واشتملت دراسة في عام 2007 على اثنين من النساء على استخدام الموجات فوق الصوتية أو المنظار الداخلي، وتحليل كيميائي حيوي للسوائل. وتمت مقارنة سائل القذف ببول المرأة نفسها، وكذلك بالبيانات المنشورة بخصوص السائل المنوي للرجال. في كلا المرأتين، تم العثور على مستويات أعلى من PSA، PAP، والجلوكوز، ولكن مستويات أقل الكرياتينين في سائل القذف عن البول. وكانت مستويات PSA مماثلة لتلك التي لدى الرجال.

### مصدر السوائل
عمليا فإن الاعتراض الأول يتعلق بكمية سائل القذف حيث أن هذا السائل يتم تخزينه بالضرورة في مكان ما في الحوض، والذي تتواجد به المثانة البولية وهي أكبر مصدر. الحجم الفعلي للأنسجة المجاورة لمجرى البول صغيرة جدا. وعلى سبيل المقارنة، كمية سائل قذف الرجال يتراوح بين 0,2-6,6 مل (ملعقة شاي ،04-1,3)، وبحد أقصى 13 مل (2.6 ملعقة صغيرة). ولذلك من فإنه من المحتمل أن تكون الكميات الأكبر ذلك من السائل المنوي أن تحتوي على كمية من البول على الأقل. تراوحت كميات 11 عينة حللت من قبل غولدبرغ في عام 1983،  بين 3-15 مليلتر (ملعقة شاي 0,6-3,0). ينص مصدر على أن غدد سكين قادرة على افراز 30-50 مليلتر (ملعقة شاي 6-10) في 30-50 ثانية،  ولكن لم يتضح كيفية قياس هذا ولم يتم تأكيد هذه النتيجة. أحد الأساليب هو استخدام صبغة كيميائية مثل الميثيلين الأزرق أو (الأدوية مثل Urised التي تحتوي على تلك الصبغة) بحيث يمكن الكشف عن أن أي مكونات بولية. وأظهرت Belzer في دراسته على امرأة واحدة، تم العثور على الصبغة في البول، ولكن ليس في سائل القذف الخاص بها.
وقد تم العثور على PAP وPSA في الأنسجة المجاورة لمجرى البول، وذلك باستخدام طرق كيميائية حيوية والمناعية، مما يوحي بأنه من المحتمل ان السائل ينشأ من القنوات في هذه الأنسجة، بطريقة متماثلة لما يحدث في الذكور. أحد العلامات المشتركة بين البروستاتا / الأنسجة المجاورة لمجرى البول في الجنسين على حد سواء هو Human Protein 1 بروتين الإنسان 1.
يتواجد PSA في البول، ولكن يرتفع مستواه في العينات ما بعد النشوة الجنسية مقارنة مع ما قبل النشوة الجنسية. جمع عينات في وقت واحد من السائل المنوي أظهرت أيضا وجود PSA في كل من البول والسائل المنوي في جميع الحالات، ولكن بتركيز أعلى في السائل المنوي مما كان عليه في البول.

## الأهمية الاجتماعية
الوظائف الجنسية، والنشوة على وجه الخصوص، لا يزالوا غير مفهومين تماما من الناحية العلمية، في مقابل الناحية السياسية والفلسفية لهم. بغض النظر عن الحقائق الفعلية المتصلة بتفاصيل قذف الإناث، فإن الأهمية الاجتماعية للنظريات الشائعة من خلال الحركة النسوية المهتمة بالرعاية الصحية تعد كبيرة.
العديد من النساء، قبل التعرف على القذف، يمروا بتجربة من الإحساس بالعار أو تجنب العلاقة الجنسية الحميمة بسبب اعتقادهن أن ما يحدث لهن هو التبول. وتقمع الآخريات الوصول للذروة الجنسية، ويستشرن الطبيب لحل هذه «المشكلة» وقد حتى يخضعن لعملية جراحية.
ولكن هناك مخاوف. فالمصطلحات (مثل بروستاتا الإناث وقذف الإناث) تستدعي صورة الإناث كما كانوا مجرد تقليد للذكر، ورسم خرائط الجسد الأنثوي على الذكر، وكأنه غير كامل، مثل قول جالينوس. وعلاوة على ذلك فإن التركيز المفرط على القذف قد يحفز قلق أثناء الأداء الجنسي. وبسبب ان مفهوم 'التماثل' تم تفسيره على أنه منظور ذكوري، فإن بعض النسويات ترفضن مصطلح القذف. ويرى آخرون أنه ينبغي الإبقاء على أنها من الخصائص الأنثوية المميزة عن الذكور، وأن له خصائص وأغراض مختلفة. والتخوف الثالث هو اضفاء الطابع الطبي 'الزائد' للحياة الجنسية للمرأة، كما عبرت عنها ليونور تيفر Leonore Tiefer  الذي يجد أقصى تجلياته في مفهوم العجز الجنسي للإناث.
وأعربت تيفر عن قلقها من التركيز المبالغ على القذف سوف يدفع النساء الذين قد يشعرون بأنهن غير سليمات لالتماس العناية الطبية،  كما فعل مجمع صحة المرأة في بوسطن. انتقادات أخرى تأتي من بربارا ايرنيتش  وزملاؤها اللاتي يرون هذا الجنس الجديد بوصفه أحد امتيازات الذكور في السيطرة، والاحتفاظ القضيب والأوضاع الجنسية، لكنه تم نفى هذا من قبل الآخرين.
الأدبيات المعاصرة في مجال صحة المرأة تلخص ما يعتبر واقعيا على أن كمية السائل تختلف اختلافا كبيرا وربما تكون غير ملحوظة، وتحدث مع أو بدون تحفيز المهبل، ويمكن أن تصاحب النشوة الجنسية أو مجرد المتعة الجنسية المكثفة، والنشوة قد تحدث من دون قذف. وتقول النساء أنهن يتمكنن من احداث القذف من خلال تعزيز استجابتهم الجنسية سواء علموا بها أم لا. بغض النظر، هناك ورش عمل لا حصر لها موجودة الآن لتعليم المرأة كيفية الوصول للقذف على أنه شكل مهم من التعبير الجنسي الأنثوي. وتصف Sundahl القذف بأنه أرض الميعاد وأنه يشكل جزءا أساسيا من إبداع الإناث.

### الآثار القانونية
وجود العلامات الكيميائية مثل PSA وPAP في الجهاز التناسلي للإناث كان يستخدم على أنه دليل إدانة في قضايا الاغتصاب،  ولكن الباحثان Sensabaugh وKahane أظهروا في أربع عينات ان PAP يوجد بكمية أكبر في سائل قذف المرأة منه في البول الخاص بها. في الآونة الأخيرة، تسببت معرفة أن هذه العلامات يمكن أن تكون ذات منشأ من الإناث أدى إلى التبرئة على أساس أدلة الطب الشرعي.

### الثقافة الشعبية
كثير من معلمي التانترا مثل شيا منتك، من بين آخرين، علموا اتباعهم حول وجود والتقنيات المستخدمة لتحقيق قذف النساء منذ الستينات والسبعينات. وبحلول السبعينات والثمانينات، فإن معلمي التانترا الأمريكيين والبريطانيين البارزين يروجون لهذه التعليمات بشكل أكبر. مع مطلع القرن العشرين كان يصور في المواد الإباحية. القذف الآن جزء لا يتجزأ من الثقافة الشعبية، وورش العمل وأشرطة الفيديو، كظاهرة تمكين. وهذه قد تصور القذف بأنها تجربة روحية. [بحاجة لمصدر]

### الرقابة
في المملكة المتحدة، حظر مجلس تصنيف الأفلام البريطانية الأفلام التي يظهر بها قذف الإناث، بدعوى أن خبراء المشورة الطبية أبلغوهم أنه لا يوجد شيء يدعى قذف النساء، وبالتالي يعتبر ذلك هو اظهار البول (الذي يعتبر محظورا). وذكروا في وقت لاحق بدلا من ذلك أنها لا تأخذ أي رأي حول ما إذا كان قذف الإناث موجود أم لا، مدعيين فقط أن كل الأمثلة التي شاهدوها حتى الآن خلال تصنيف الأفلام هو التبول أثناء ممارسة الجنس.
في أستراليا، تم اتخاذ موقف مماثل فيما يتعلق بالرقابة على شبكة الإنترنت، التي تحظر المواقع الإباحية التي تظهر قذف الإناث.

## الروابط الخارجية
- بيبليوغرافيا مشروحة عن الإثارة الجنسية، وهزة الجماع وقذف الأناث في البشر والحيوانات.
- وClitoris.com - : القذف لدى الانثى وبقعة جي  : تعليمات وتوضيحات ورسوم بيانية من المنظور النسوي.
- السلسلة التاريخية لقذف الإناث نسخة محفوظة 31 مارس 2010 على موقع واي باك مشين. بقلم مارك زيدلر، والعالم الغامض لقذف الإناث
- ما أنت لا تعرفه عن قذف الإناث
- المجلة الإلكترونية الخاصة بالنشاط الجنسي الإنساني: عمليات الطرد الإحليلي خلال الإثارة الحسية وقسطرة المثانة في سبع نساء من غاري شوباك («القذف الانثوى» ببليوغرافيا)